# Зайцев, Анатолий Иннокентьевич
Анато́лий Инноке́нтьевич Зайцев (род. 20 декабря 1947, Чойбалсан, Монголия) — абхазский военный и государственный деятель, начальник Генерального штаба Вооружённых Сил - заместитель Министра обороны Республики Абхазия (2003-2010), генерал-полковник ВС Абхазии.

## Биография
Родился 20 декабря 1947 года в городе Чойбалсан, в Монголии. В 1969 году с отличием окончил Благовещенское высшее танковое командное училище, в 1979 году отличием окончил Военную академию имени Маршала Советского Союза Р. Я. Малиновского, в 1991 окончил с отличием Военную академию Генерального штаба Вооружённых Сил имени К. Е. Ворошилова.
Занимал должности начальника штаба Забайкальского военного округа, главного военного советника в Сирии и др.
После окончания срока службы в Российской армии в 2003 году поступил на службу в Вооружённые Силы Абхазии, получив абхазское гражданство.
Заслуженный работник культуры Республики Бурятия, академик Академии Геополитических проблем.